# Dealerfout (poker)
Een dealerfout (Eng: dealer error) tijdens het poker gebeurt als er bij het delen van de kaarten een vergissing gemaakt wordt. Dit kan zowel bij het delen van de persoonlijke kaarten als bij eventuele gemeenschappelijke kaarten gebeuren. Men moet hierbij bijvoorbeeld denken aan het te veel of te weinig kaarten delen aan een speler of het vergeten te draaien van een zogenaamde 'burn'-kaart. Sommige fouten kunnen opgelost worden door de dealer, anderen resulteren direct in een zogenaamde 'misdeal'. Dit houdt in dat de hand ongeldig wordt verklaard en opnieuw gedeeld dient te worden. Eventueel gedane inzetten worden teruggegeven.
Dealerfouten worden zowel in de thuissituatie (zonder vaste deler) als in de professionele setting (casino) gemaakt. In de thuissituatie kunnen afspraken onderling (liefst van tevoren) gemaakt worden. Bij twijfel dient altijd het gezond verstand en redelijkheid de oplossing te bieden; in het casino zal bij een geschil de mening van een 'floorperson' bindend zijn. De hieronder staande regels voor afhandeling van fouten zijn algemeen aanvaarde regels, hoewel ze per casino en 'cardroom' licht kunnen verschillen.

## Misdeal
De volgende (dealer)fouten resulteren in een 'misdeal'. De kaarten worden teruggenomen door de dealer en de hand wordt opnieuw gespeeld.
- Er is vergeten het deck (stok) kaarten te schudden en/of te 'cutten'.
- Er is begonnen met delen bij de verkeerde speler.
- In een buttonspel (zonder vaste dealer) is de dealer begonnen met delen terwijl de dealer button op een verkeerde plaats ligt.
- Er zijn te veel of te weinig kaarten aan één of meer spelers gedeeld.
- Twee of meer kaarten zijn tijdens het delen opengevallen.
- Er zit meer dan één kaart omgekeerd in het deck (kaartwaarde is zichtbaar, een zogenaamde 'boxed card').
- Een dubbele of vreemde kaart is in het deck gevonden. Uitzondering: een joker. Deze wordt verwijderd en er wordt verder gespeeld.
- De eerste kaart of tweede kaart van het deck is omgekeerd (kaartwaarde is zichtbaar).

Noot: Een misdeal wordt meestal NIET genomen als er door twee of meer spelers al een pokeractie ondernomen is (zoals een check of bet, zie poker). Het vinden van een dubbele of vreemde kaart in het deck resulteert altijd in een misdeal; gedane inzetten worden teruggegeven en de hand wordt opnieuw gespeeld.

## Corrigeerbare fouten
Sommige fouten kunnen door handelen van de dealer opgelost worden en hoeven niet te resulteren in een misdeal. Voor elk pokerspel bestaan specifieke fouten en oplossingen.

### Texas Hold 'em
1. Als een kaart bij het delen van de hand blootgesteld wordt aan een of meer spelers, mag de betreffende speler de kaart NIET houden. De dealer deelt gewoon verder en deelt als laatste kaart een vervangende kaart aan de betreffende speler. De blootgestelde kaart wordt door de dealer teruggenomen en met de waarde zichtbaar boven op het deck gelegd. De blootgestelde kaart fungeert nu als 'burncard'. NB: Als twee of meer kaarten blootgesteld worden tijdens het dealen is het een 'misdeal'.
2. Als de flop te vroeg gedeeld wordt of te veel kaarten bevat, wordt de flop door het deck geschud en opnieuw gedeeld. Er wordt GEEN nieuwe burncard gebruikt.
3. Als vergeten wordt een burnkaart weg te leggen of er worden twee kaarten geburnt, worden de kaarten zo gerangschikt als ze origineel gedeeld zouden zijn, indien mogelijk (een burnkaart wordt opengedraaid als gemeenschapskaart of een gemeenschapskaart wordt verwijderd om als burn te gelden).
4. Als de dealer de turnkaart (de 4e gemeenschapskaart) te vroeg deelt, dat wil zeggen alvorens de huidige biedronde klaar is, telt deze kaart niet mee maar wordt opzij gelegd. Na de huidige biedronde wordt de volgende kaart geburnt en de kaart daarna die eigenlijk de 5e gemeenschapskaart (de 'river') zou zijn geweest wordt als turnkaart gebruikt. Na de biedronde wordt de opzij gelegde originele turnkaart door het deck kaarten geschud, waarna de vijfde gemeenschapskaart gedeeld wordt. Er wordt GEEN nieuwe burnkaart gebruikt hiervoor.
5. Als de dealer de riverkaart (de vijfde gemeenschapskaart) te vroeg deelt, wordt deze door het deck geschud en wordt een nieuwe kaart gedraaid. Er wordt GEEN nieuwe burnkaart gebruikt.
6. Als een 'boxed card' (omgekeerde kaart) in het deck wordt gevonden wordt deze getoond aan de spelers en verwijderd. Het spel gaat gewoon door. Als een tweede boxed card wordt gevonden alvorens er twee acties zijn geweest is het een misdeal.

## Wat geen dealerfout/misdeal is
Er bestaan enkele misvattingen over bepaalde onregelmatigheden in het poker die geen dealerfout zijn of misdeal opleveren.
1. Als er één kaart open valt tijdens het delen is het nog GEEN misdeal. Pas bij twee open kaarten wordt opnieuw gedeeld. Voor afhandeling, zie boven.
2. Als er te weinig kaarten in het deck blijken te zitten wordt de hand gewoon doorgespeeld. De hand is geldig. Een vervangend deck wordt gezocht voor de volgende hand.
3. De dealer muckt per ongeluk een hand van een speler (en die niet met 100% zekerheid uit de muck terug is te vinden). De hand is gemuckt en speelt niet meer mee. Het is de taak van de speler om zijn hand te beschermen, door middel van een hand of een chip of token (een zogenaamde 'card protector').
4. Een speler ontdekt te laat (dit wil zeggen nadat twee spelers een actie hebben gedaan) dat zijn hand ongeldig is, hetzij door een kaart te weinig of te veel, hetzij door een joker in de hand. De hand van de speler wordt 'dead' (dood) verklaard en gemuckt, de andere spelers spelen door.
5. Een speler laat zelf een kaart openvallen. De speler mag doorspelen met zijn hand, maar krijgt geen vervangende kaart.